# Liste des rues de Ganshoren
Ci-dessous, la liste des rues de Ganshoren, commune belge située en région bruxelloise.

## A
- rue Roger Abeels
- rue des Amaryllis
- avenue de l'Ancien Presbytère

## B
- clos Banken
- rue François Beeckmans
- avenue Beethoven
- rue au Bois
- avenue Jean-Sébastien Bach

## C
- avenue Charles-Quint
- drève de la Charte
- square du Centenaire
- rue du Cens
- rue des Clématites

## D
- rue Auguste De Cock
- rue Louis Delhove

## E
- rue de L'Église Saint-Martin
- rue de l' Education

## F
- rue des Franchises

## G
- avenue des Gloires Nationales

## H
- rue Heideken
- rue Laurent Heirbaut
- rue Alphonse et Maurice Hellinckx

## J
- rue des Jonquilles
- Joseph Peereboom

## L
- avenue Georges Leclercq
- rond-point de la Liberté
- rue Victor Lowet

## M
- avenue Marie de Hongrie
- place Marguerite d'Autriche
- rue Karel Mertens
- rue Charles Moens
- venelle Mozart

## N
- avenue des Neuf Provinces

## O
- square des Oriflammes

## P
- avenue Poplimont
- rue Prince Baudouin
- Peereboom Joseph

## R
- avenue de la Réforme
- drève de Rivieren

## S
- clos Saint-Martin
- rue Georges Simpson
- rue Sergent Sorensen

## T
- rue Eugène Toussaint

## U
- rue de l' Urbanisme

## V
- rue Vanderveken
- avenue Van Overbeke

## Z
- rue Zeyp

- Haut – A
- B
- C
- D
- E
- F
- G
- H
- I
- J
- K
- L
- M
- N
- O
- P
- Q
- R
- S
- T
- U
- V
- W
- X
- Y
- Z